# Danilo Silvestrin
Danilo Silvestrin (* 8. August 1942 in Bozen; † 15. September 2024) war ein italienischer Architekt und Designer, der ab 1971 in München lebte und arbeitete.

## Leben
Geboren in Bozen und aufgewachsen in Italien, lebte Danilo Silvestrin seit den 1960er Jahren in Deutschland. Nach seinem Studium der Architektur in Mailand und Florenz ging Silvestrin 1966 nach Düsseldorf und studierte 1966/67 Bildhauerei an der Folkwangschule Essen. In Düsseldorf kam er in Kontakt mit einigen der innovativsten Künstlern der Zeit, arbeitete eng mit Günther Uecker und Heinz Mack der ZERO Gruppe zusammen und gestaltete die visuelle Einrichtung des Creamcheese. In seiner gestalterischen Tätigkeit war er geprägt durch seine große Liebe zur zeitgenössischen Kunst. Damals schon bezog er die Künstler bei Projekten in die Gestaltung von Räumen mit ein. Erste transparente Möbel aus Plexiglas entstanden, wie der Sessel „Ball“. Für den Galeristen und Kunsthändler Hans Mayer das „weiße Haus“ mit der Linie „Purist“, quasi Möbel ohne Möbel, da das Bett in den Boden eingelassen wurde. Bis zu seinem Tod fand ein kreativer Dialog mit Künstlern und die resultierende Entstehung von außergewöhnlichen „Kunsträumen“ immer wieder statt. 1967 gründete er sein eigenes Designbüro und lebte von 1971 an in München. Bereits in den 1980er Jahren, als Architekt der formalen Askese, verband Silvestrin klares Design mit zeitloser Eleganz. Seine Werke und Designs sind zeitlos und er brachte Formen und Funktionalität in Einklang. „Design ist die Kunst, die sich nützlich macht.“ (Danilo Silvestrin)
Silvestrin verstarb im September 2024.

## Portfolio
Er kreierte Möbel der neuen Einfachheit, wie beispielsweise den „Esstisch 1202“ für Draenert oder Möbelserien wie „Hommage an Eilleen Gray“ oder „Hommage à Mondrian“ (1983) und machte seinem Namen internationalem Ruf. Zu seinen herausragenden Arbeiten gehören der „Pyramidenschrank 4501“, der 1990 in die ständige Sammlung des Stadtmuseums München aufgenommen wurde, sowie der „Stuhl 2085“ (1986). Weitere Entwürfe schuf Silvestrin für ClassiCon mit einem dreiteiligen Kaminset „Vulcanus“, für Gunther Lambert die Kleiderbügel „Points“ (1967), für Rosenthal das Tischobjekt „Hommage à Rietveld“ (1989), die Konsole „Amanta II“ (1980) und für WMF der Champagnerkühler „Frac“ und das „Tee- und Kaffee Service“ (1985).
Weitere Kunden im Designbereich waren BMW, Mercedes-Benz, Interlübke, Siemens und viele andere Firmen. 
Für sehr viele Häuser, Wohnungen, Hotels, Banken und Privatyachten in Europa und Amerika hatte Silvestrin die Interieurs entworfen und verwirklicht. Mit seiner Gesamtgestaltung eines Hauses, beginnend bei der Architektur, über die Gestaltung der Innenräume und Ausstattung, von allen Möbeln bis hin zu den kleinsten Details wie, z. B. Armaturen und Türgriffe, war er der König der Raum- und Objektdesigner.

## Werke (Auswahl)
- Schloss Eckberg, Ausbau zum Luxushotel
- Privatyacht „Silver“, Innenausbau[8]
- Isar Stadt Palais[9][10]
- Gourmet-Restaurant Tantris, Innenausstattung Lichtobjekt[11]
- Möbelserie „Milano“, für Lambert[12]
- Galerie Hans Mayer, Düsseldorf

## Ehrung
- Design Award „du Pont“